# Delphinus (geslacht)
Delphinus is een geslacht van walvisachtigen, en het typegeslacht van de familie der dolfijnen (Delphinidae). De wetenschappelijke naam van het geslacht werd in 1758 gepubliceerd door Carl Linnaeus. Er worden twee soorten in het geslacht geplaatst, de gewone dolfijn (Delphinus delphis) en Delphinus bairdii.

## Taxonomie
Tot 1994 werd maar één soort in dit geslacht ondergebracht: de gewone dolfijn (Delphinus delphis). Genetisch en anatomisch onderzoek wees echter uit dat er binnen die oude soort twee echte soorten onderscheiden konden worden. De ene behield de naam Delphinus delphis, de andere kreeg de naam Delphinus capensis, naar Kaap de Goede Hoop, een van de plaatsen waar de soort voorkomt. Sinds 2016, na recenter morfologisch en genetisch onderzoek, beschouwt de Society for Marine Mammalogy Committee on Taxonomy de Kaapse dolfijn echter opnieuw niet langer als een valide soort in het geslacht Delphinus. Onderzoek uit 2015 wijst er daarentegen wel op dat de ondersoort Delphinus delphinus bairdii mogelijk wel een aparte soort (Delphinus bairdii) is, omdat deze (onder)soort niet lijkt te kruisen met andere gewone dolfijnen in zijn leefgebied. In 2024 werd dit vermoeden bevestigd en werd Delphinus bairdii als aparte soort afgesplitst.
Soms wordt nog een derde soort in dit geslacht geplaatst: Delphinus tropicalis. Die wordt echter door sommige auteurs beschouwd als een regionale ondersoort van de Kaapse dolfijn, door andere auteurs zelfs niet eens onderscheiden maar beschouwd als een synoniem.

## Soorten en ondersoorten
Er worden twee soorten erkend:
- Delphinus delphis Linnaeus, 1758 – Gewone dolfijn
  - D. d. delphis Linnaeus, 1758
  - D. d. ponticus Barabash, 1935 (Zwarte Zee)
  - D. d. tropicalis Van Bree, 1971 (Indische en Stille Oceaan)
- Delphinus bairdii Dall, 1873

## Gedrag
Beide soorten hebben een gelijkaardige levenswijze. Ze zwemmen in groepen van 10 tot 50 exemplaren, maar soms komen ze samen in scholen van honderden tot 2000 exemplaren. Deze scholen zijn vaak erg actief. Ze kunnen tijdens het zwemmen snelheden van meer dan 40 km/u halen, waarmee ze tot de snelste walvissen behoren. Soms mengen ze zich met andere walvissen, zoals grienden en andere dolfijnen. Ze zwemmen soms ook mee op boeggolven veroorzaakt door schepen of grote walvissen.